# Bararium
Een bararium is een rookvrije ruimte achter de bar van een café. Deze ruimte, waar het barpersoneel staat, is grotendeels afgescheiden van de rest van het café door middel van een glasplaat die verticaal boven de bar hangt. Het barpersoneel kan wel consumpties onder het glas door schuiven, en ook afrekenen is op deze manier geen probleem.
Bararium is een samentrekking van de woorden bar en aquarium. Het bararium werkt volgens het principe van overdruk. Twee roosters achter de bar laten frisse lucht binnen, waardoor achter de glasplaat overdruk ontstaat. Zo vormt zich tussen de toog en de glasplaat een 'luchtgordijn', dat geen rook of geur doorlaat, zodat het barpersoneel niet in de rook werkt.
Het principe is ontstaan in 2008. Met ingang van 1 juli van dat jaar is roken in de Nederlandse horeca verboden, teneinde het horecapersoneel tegen rook te beschermen. Het bararium is ontwikkeld door het bedrijf Jakon Air, in samenspraak met café-restaurant "Frans op den Bult" in het Twentse Deurningen, halverwege Hengelo en Oldenzaal. Dat restaurant, dat geëxploiteerd wordt door Irma Hellegers, wordt voornamelijk bezocht door vrachtwagenchauffeurs, die veelal zware rokers zijn. Hier werd het bararium dan ook als eerste in gebruik genomen.
Minister Ab Klink van Volksgezondheid heeft laten weten dat het bararium niet aan de wet voldoet.